# CFDP1
CFDP1‏ (Craniofacial development protein 1) هوَ بروتين يُشَفر بواسطة جين CFDP1 في الإنسان.